# 이사주당·류한규 묘
이사주당·유한규 묘는 대한민국 경기도 용인시 처인구 모현면 왕산리에 있다. 2016년 1월 6일 용인시의 향토문화재 제67호로 지정되었다.

## 개요
우리나라 최초로 태교 관련 저술을 남긴 여성실학자 이사주당(1739~1821)의 묘이다. 처인구 모현면에 있는 그의 묘는 남편 유한규와 합장묘다.
이사주당·유한규의 묘에는 봉분과 혼유석, 상석, 향로석이 배치돼 있는데, 원래 봉분만 조성됐으나 후손이 석물을 갖춰 단장했다. 상석 측면에는 소화 신사년(1941)에 5세손 내익과 현손 운영이 석물을 조성한 것으로 기록돼 있다.  
사주당 이씨는 목천현감이었던 유한규의 네 번째 부인으로 혼인했으나 부군은 1783년에 세상을 떠났다. 1남 3녀를 낳아 모현면 일산리와 매산리 일대에서 한평생을 보내며 아들 유희를 훌륭하게 길러냈다. 
그녀는 사서삼경과 가례, 소학 등에 밝았다고 한다. 이사주당은 유언으로 ‘태교신기’ 이외의 모든 글을 불사르도록 했는데, 여기에는 사주당이 읽은 경서와 사서 및 의서에서 태교 관련 이야기를 뽑아 정리하고, 몸소 네 명의 자식을 낳아 기른 경험을 토대로 저술했다고 전해진다. 
본래 한문으로 돼 있었는데 사주당의 아들 유희가 한글로 번역하고 발문을 써서 1801년에 완성했다. 세상에 널리 알린 이는 정인보다. 1936년 정인보가 경남 예천의 소장본을 얻어 보고 해제를 작성해 내 놓았다.
이 책은 태교의 이념과 원리에서부터 구체적인 실천방법을 담고 있는 태교 전문서라는 점에서 다른 태교 관련서적과 다르다.

## 같이 보기
- 태교